# Église Saint-Jacques-le-Majeur-et-Saint-Christophe d'Houdan
Pour les articles homonymes, voir Église Saint-Jacques-le-Majeur et Église Saint-Christophe.
L'église Saint-Jacques-le-Majeur-et-Saint-Christophe est une église catholique située à Houdan, en France.

## Localisation
L'église est située dans le département français des Yvelines, dans la commune d'Houdan.

## Historique
L'église est de style gothique, construite aux XVe et XVIe siècles. Le chœur de style Renaissance. Sur le linteau du portail ouest, on peut lire : « le Peuple Français reconoît l'existence de l'Être Suprême et de l'Immortalité de l'Âme » qui rappelle qu'en 1790, cette église fut consacrée « temple de la Raison et de l'Être Suprême ».
L'église mesure 50 mètres de long, 17 mètres de large dans la nef, 28 mètres de hauteur du choeur et la voûte 19 mètres. Il ne reste que quelques fragments des vitraux d'origine et au XVIIIe siècle par économie, les meneaux sont plâtrés. L'ensemble est restauré en 1968-1969.
Le déambulatoire comporte plusieurs chapelles dont la plus remarquable est celle de Notre-Dame de Montserrat. Elle possède une fresque de 4,10 mètres de haut sur 4,60 mètres de large représentant le pélerinage de 32 Houdanais à Montserrat en Espagne en 1582. Ce pélerinage a eu lieu pour conjurer l'épidémie de peste qui règnait dans la région. 
Fresque du pélerinage à Montserrat

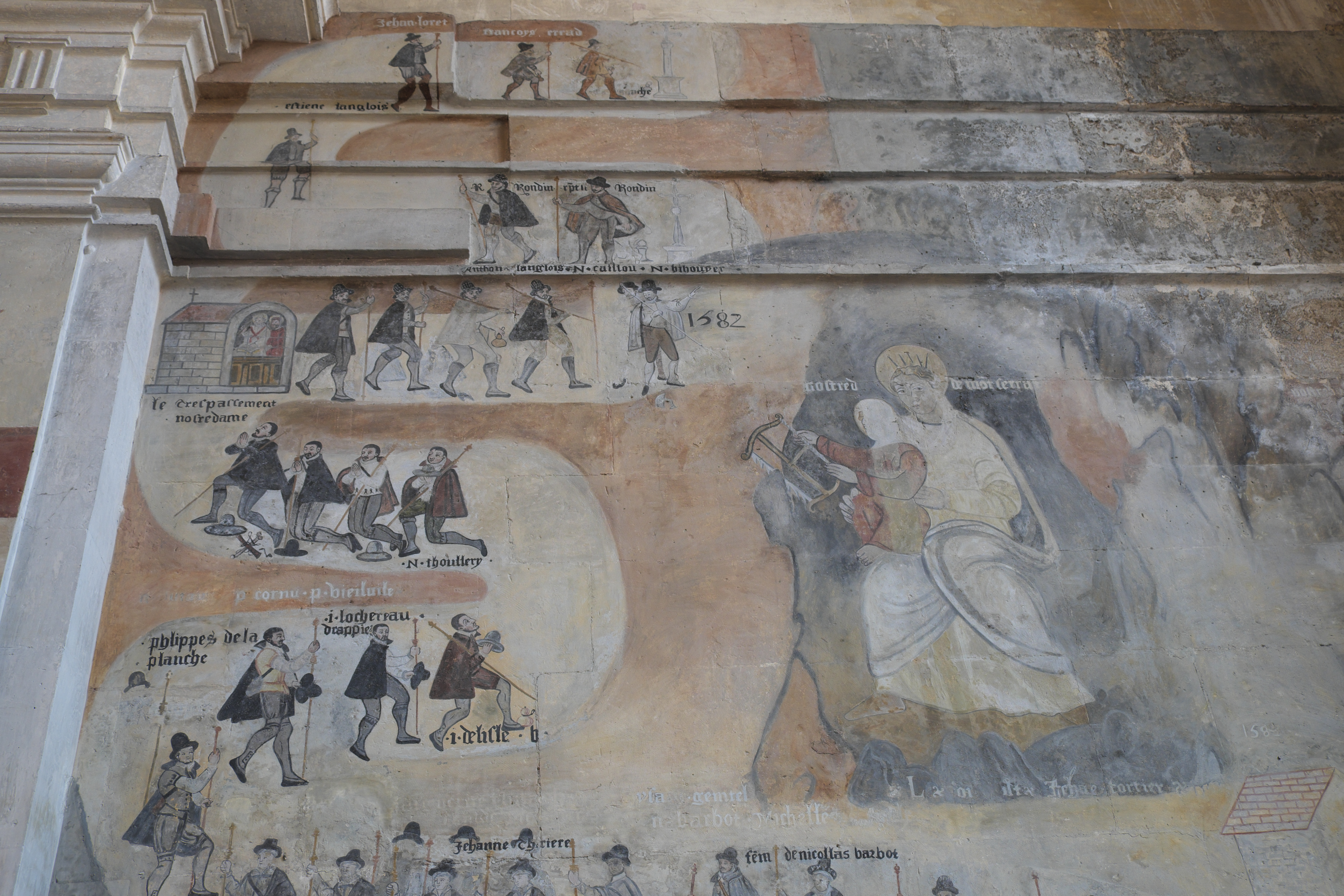
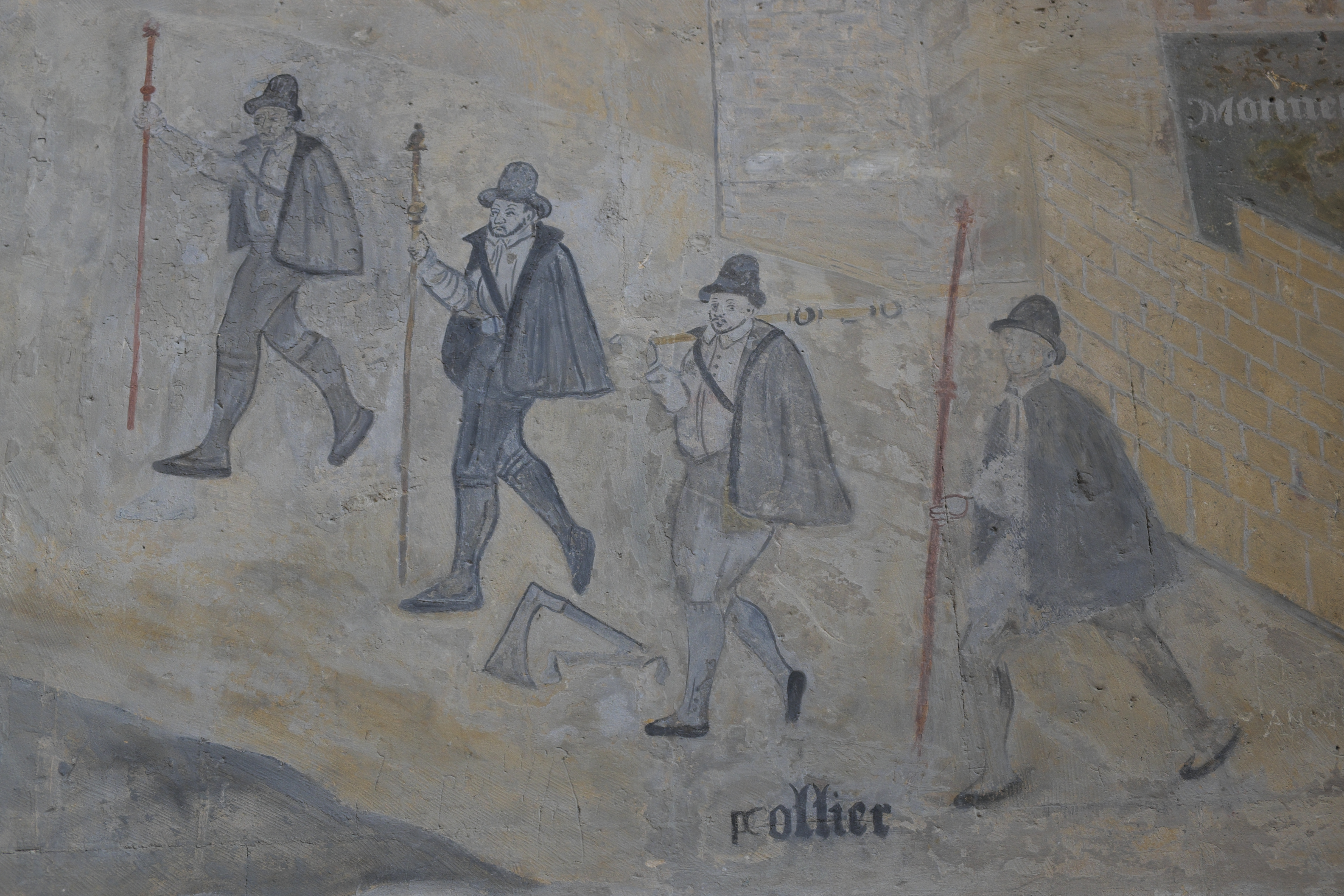
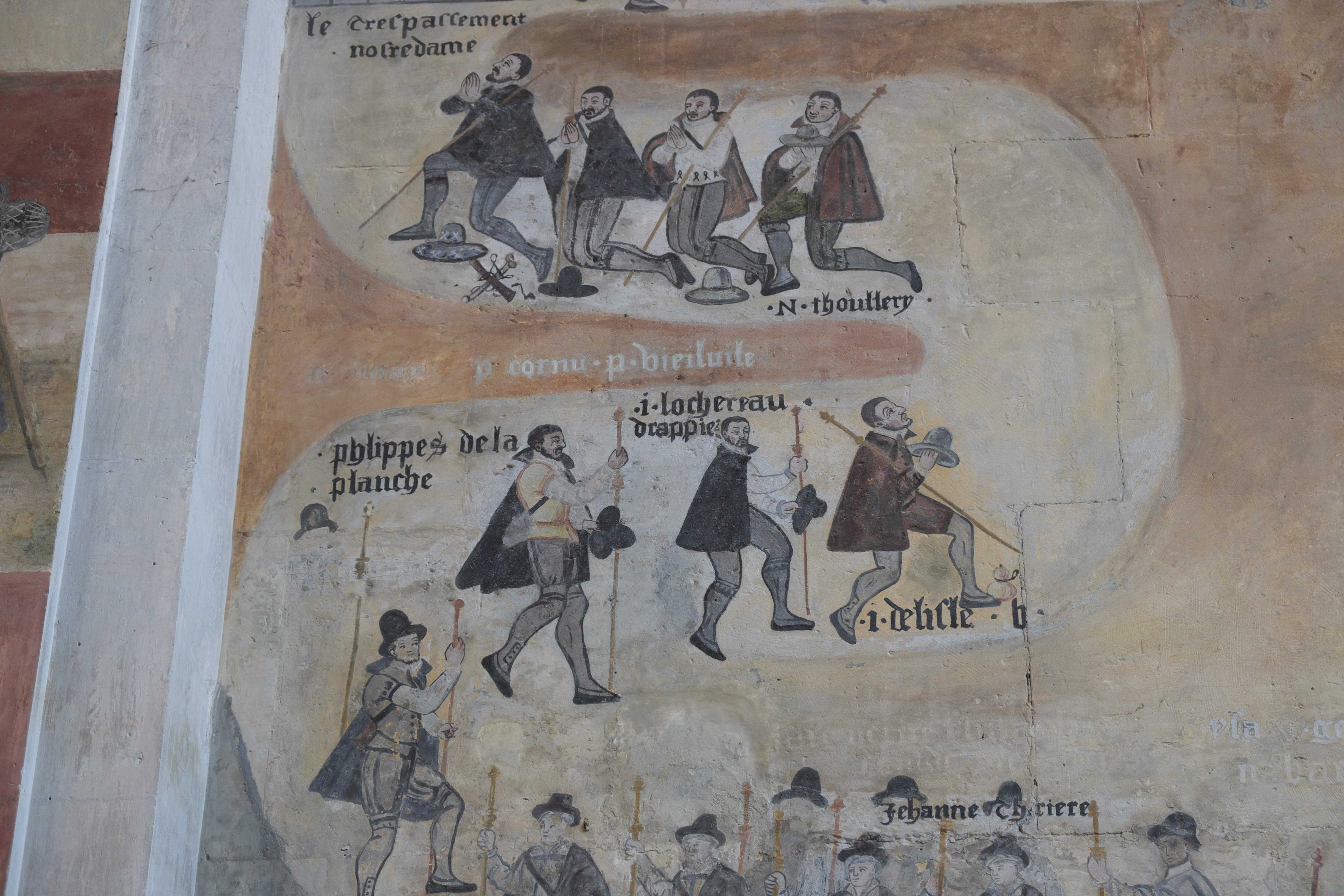

À l'intérieur, l'orgue construit par le facteur Louis-Alexandre Clicquot en 1739 fut restauré en 1972 par l'entreprise Boisseau.
L'édifice est classé au titre des monuments historiques en 1840.